# Lesley Moore
Lesley Cathrine Moore (ur. 15 października 1986 roku w Nashville, Tennessee) – amerykańska piosenkarka, tancerka. Lekcje tańca zaczęła brać w wieku 4 lat, a śpiewu, gdy miała 6. Jej ojciec zmarł, gdy miała 3 lata.
Członkini zespołu Jump5, w którym jest cheerleaderką. 
Jest pełna energii. Cytaty z wywiadów: "Muszę być z ludźmi. Muszę mieć coś do robienia", "Kocham chodzić do szkoły", "Załoga Jump5 utrzymuje surowy domowy szkolący plan, z nauczycielem, który podróżuje z nimi w ciągu roku szkolnego", "Tęskni za przebywaniem w sali z 30 dziećmi, uwielbia występować z Jump5, opuszcza bal maturalny i mecze baseball'a".